# 3169 Ostro
A 3169 Ostro egy Hungaria típusú kisbolygó. Edward L. G. Bowell fedezte fel Arizonában, 1981. június 4-én. Hungaria típusú E-színképe van.

## Története
Infravörös spektruma alapján sorolták az E típusú színképpel rendelkező kisbolygók közé. Ide tartozik még a névadó 434 Hungaria mellett a 44 Nysa, a 3103 Eger, a 4483 Petofi és a 3940 Larion kisbolygó is.

## Külső hivatkozások
- 3 Hungaria típusú Apollo aszteroida IR-spektruma: 4483 Petofi, 3169 Ostro and 3940 Larion
- Kapcsolat az E típusú Apollo aszteroida, a 3103 (Eger), az ensztatit akondrit meteoritok és a Hungaria kisbolygók között.
- A 3169 Ostro kisbolygó adatai.